# Johnny Rockets
Johnny Rockets é uma cadeia de restaurantes americana, especializada em fast-food. Caracteriza-se por oferecer a seus clientes uma atmosfera clássica dos anos 50. A decoração inclui anúncios Coca-Cola mostrando cartazes em tamanho real de mulheres com uniformes da Segunda Guerra Mundial, postos de jukebox individuais, detalhes decorativos cromados e cadeiras de vinil vermelho. Em algumas localidades os empregados do restaurante cantam e dançam de meia em meia hora oferecendo aos clientes um pequeno espetáculo. Também é típico que desenhem um smiley com ketchup no papel que envolve hambúrgueres e as batatas fritas, o que tornaram-se uma das característica da marca Johnny Rockets.
O cardápio, a decoração, as cadeiras do balcão e a zona de grelhados são baseados em um restaurante de 1947 (ainda hoje em funcionamento), o Apple Pan na zona oeste de Los Angeles. O restaurante tem como característica um pequeno menu de frente e verso, hambúrgueres embrulhados em papel sobre uma bandeja de papelão e grelhados à maneira do cliente, mesmo à frente destes sentados ao balcão.

## História
O Johny Rockets foi fundado em 6 de Junho de 1986, por Ronn Teitelbaum de Los Angeles, Califórnia como uma "recriação mágica das lojas dos anos 1940 de refrigerantes da época". O primeiro restaurante foi construído na Melrose Avenue em Los Angeles. Embora tenha sido fechado permanentemente em 26 de Outubro de 2015.